# Víctor Pey
Pour les articles homonymes, voir Pey et Casado.
Víctor Pey Casado (né le 31 août 1915 à Madrid et mort le 5 octobre 2018 à Santiago) est un ingénieur, professeur et patron de presse espagnol naturalisé chilien.
Après avoir combattu pendant la révolution sociale espagnole de 1936 dans les rangs de la Colonne Durruti, il part, en 1939, en exil au Chili.
Il se lie d'amitié avec Pablo Neruda et Salvador Allende; dont il devient conseiller quand celui-ci est élu président en 1970.
Homme de presse, il a été le propriétaire du journal populaire Clarín confisqué par la dictature militaire après le coup d'État du 11 septembre 1973 au Chili

## Biographie

### En Espagne
Víctor Pey est le fils de Segismundo Pey Ordeix (1867-1935), prêtre défroqué espagnol, journaliste et écrivain anticlérical.
Pendant la guerre civile espagnole, il se bat sur le front d'Aragon aux côtés des anarcho-syndicalistes dans les rangs de la Colonne Durruti, dirigée par l'anarchiste Buenaventura Durruti.
Il travaille ensuite au département de l'industrie sidérurgique de la Commission des industries de guerre de Catalogne (es), où il met ses compétences techniques au service de la fabrication d'armes pour les républicains,.
Après la chute de Barcelone, le 26 janvier 1939, lors de la retirada, il franchit la frontière française. Arrêté, il est interné dans un camp de prisonniers à Perpignan, avant de fuir vers Lyon, puis Paris. Il obtient un emploi dans le gouvernement républicain en exil.
C'est à cette époque qu'il rencontre pour la première fois le poète Pablo Neruda, alors consul pour l'immigration espagnole à Paris, pour obtenir l'autorisation d'embarquer vers le Chili avec toute sa famille : sa mère, ses deux frères et son beau-frère.

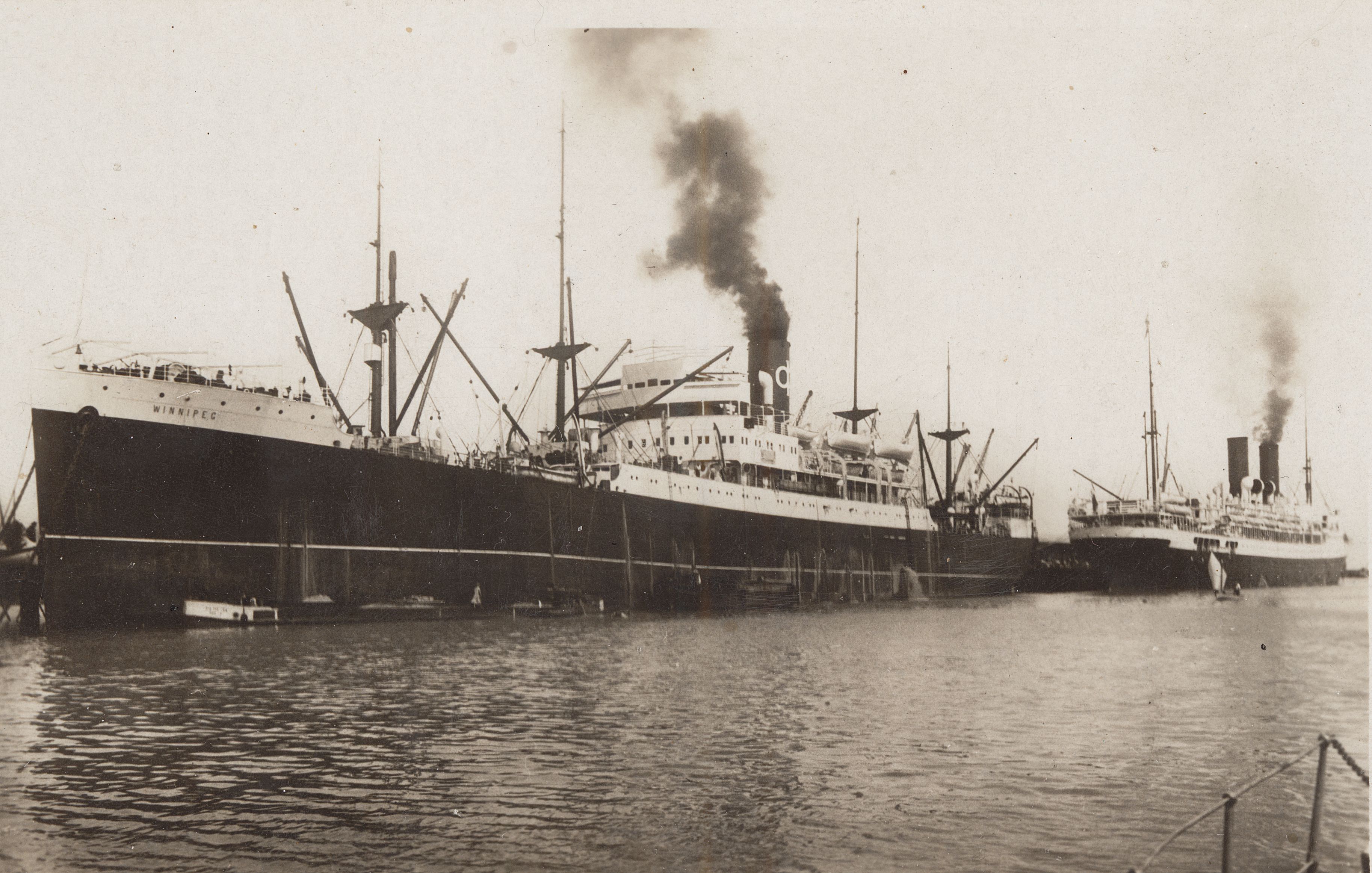
Le Winnipeg en 1939.

Le 4 août 1939, ils embarquent sur le Winnipeg, bateau affrété par Pablo Neruda pour emmener 2 500 réfugiés espagnols, républicains, anarchistes ou communistes, fuyant l'Espagne franquiste après la victoire du camp nationaliste, vers le Chili.

### Au Chili
Víctor Pey arrive avec sa famille, au Chili, début septembre 1939 et s'installe à Santiago où il trouve rapidement un emploi d'arpenteur. Il fonde, avec son frère Raúl, une société qui développe plusieurs projets de grande envergure, avant de créer une usine de fabrication de matériel d'imprimerie.
Dans les années 1940, il rencontre Salvador Allende lors des réunions politiques autour du journal La Hora (es) auquel il contribue.
À la suite du vote, en 1948, de la Loi de défense permanente de la démocratie (« Ley Maldita ») mettant hors la loi le parti communiste chilien, il héberge plusieurs mois Pablo Neruda et sa femme, Delia del Carril (es), alors dans la clandestinité.
Il rachète le journal à grand tirage Clarín (Chili) (en) et le met au service du projet d'unité populaire du nouveau président du Chili, Salvador Allende.

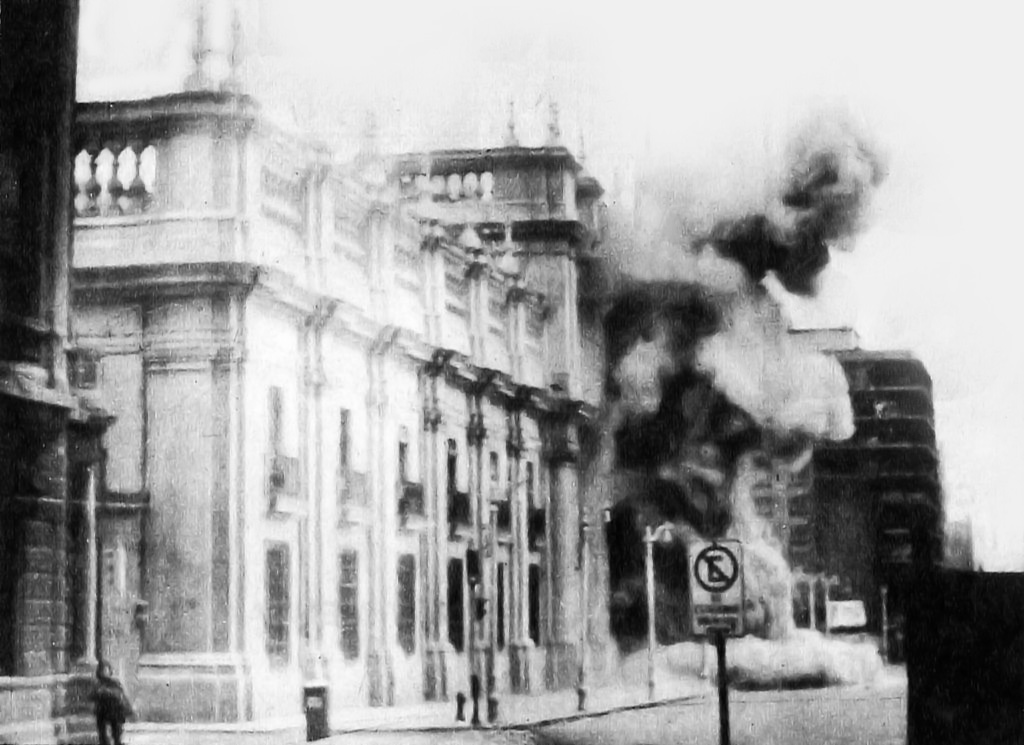
Coup d'État du 11 septembre 1973 au Chili : bombardement de La Moneda (palais présidentiel)

Il revit le coup d'État du 11 septembre 1973 au Chili comme il avait vécu le soulèvement nationaliste des 17 et 18 juillet 1936 en Espagne. Il accompagne Allende jusqu'aux dernières heures au Palacio de la Moneda.
Arrêté une semaine plus tard par les militaires, il est emmené au Stade national, transformé en bagne provisoire pour sympathisants de l'Unité populaire, il est libéré grâce à l'intervention conjuguée des ambassadeurs d'Espagne et du Venezuela et il fuit au Venezuela.
En 2015, pour son centenaire, l'université du Chili lui rend hommage.

#### Article de presse
- Maria Poblete, « Le vieil anar contre l'ombre de Pinochet », Marianne, 26 août 2006, [lire en ligne].